# Aphanomyces euteiches
Aphanomyces euteiches Drechsler – gatunek organizmów grzybopodobnych zaliczanych do lęgniowców. Organizm pasożytniczy, sprawca zgnilizny korzeni roślin strączkowych.

## Systematyka i nazewnictwo
Pozycja w klasyfikacji według Index Fungorum: Aphanomyces, Leptolegniaceae, Saprolegniales, Saprolegniidae, Peronosporea, Incertae sedis, Oomycota, Chromista.
Gatunek opisany został przez Charlesa Franka Drechslera w 1925 r. jako sprawca choroby korzeni, która nękała groch w Wisconsin od dziesięcioleci.

## Cykl życiowy
Występuje powszechnie w glebie w postaci przetrwalnikowych oospor. Podobnie jak wszystkie lęgniowce, A. euteiches ma strzępki koenocytowe, tzn. bez sept i ścianek poprzecznych, celulozę w ścianie komórkowej (prawdziwe grzyby mają chitynę) i produkuje ruchliwe zarodniki (pływki). W strzępkach wegetatywnych i wszystkich stadiach przetrwalnikowych jądra są diploidalne.
A. euteiches część swojego cyklu życiowego spędza w glebie, a część w żywicielu. Jego oospora z podwójną ścianą komórkową może w glebie przetrwać kilka lat. Powstaje z połączenia się dwóch haploidalnych jąder; jedno pochodzi z plemni, drugie z lęgni. A. euteiches jest homotaliczny, co oznacza, że do rozmnażania płciowego nie jest konieczne spotkanie się dwóch różnych płciowo grzybni. Oospory mają zdolności chemotaktyczne; kiełkują po chemicznym rozpoznaniu korzeni żywiciela. Po ich zasiedleniu tworzą strzępki z zarodniami, które morfologicznie nie odróżniają się od strzępek. Powstają w nich kuliste zarodniki pierwotne gromadzące się na szczycie zarodni. Przez pory w ich ścianach komórkowych z zarodników tych wypływają pływki (zoospory). Mają fasolkowaty kształt i dwie wici; jedną krótką, drugą długą. Za ich pomocą pływają w wodzie glebowej pomiędzy grudkami gleby. Gdy pływki napotkają włośniki żywiciela, tracą wici i kiełkują tworząc strzępkę infekcyjną, która przebija skórkę włośników i wnika do ich wnętrza, a powstające z niej strzępki grzybni kolonizują korzenie. Wewnątrz tkanek żywiciela tworzą się lęgnie i plemnie, a gdy tkanki żywiciela już obumierają, powstają oospory.

## Epidemiologia
Niezależnie od tego, czy strzępki pochodzą z oospory, czy z otorbionej pływki, infekcja może wystąpić na każdym etapie rozwoju żywiciela i w szerokim zakresie temperatur. Jednak infekcja i rozwój choroby nasilają się, gdy sadzonki są zakażone, a temperatury są optymalne dla wzrostu żywiciela (22–28 °C). Zoospory potrzebują wody do przemieszczania się do korzeni żywicielskich. Stojąca woda również predysponuje tkankę żywiciela do infekcji. Chociaż gleby nasycone wodą sprzyjają infekcji, objawy i wpływ na plon są największe, jeśli po infekcji występują ciepłe i suche warunki glebowe. W optymalnych warunkach objawy choroby są obserwowane w ciągu 10 dni od zakażenia. Oospory tworzą się w nekrotycznych tkankach między 7 a 14 dniem. Pozostaną w tkankach żywiciela lub zostaną uwolnione do gleby podczas rozkładu korzeni. Po utworzeniu oospory pozostają w stanie uśpienia i mogą przetrwać w glebie nawet 10 lat. Po wznowieniu produkcji rośliny żywicielskiej dokonają infekcji pierwotnych.
.

## Występowanie i siedlisko
Aphanomyces euteiches występuje w USA, Europie, Australii, Nowej Zelandii i Japonii. Występuje także w Polsce.
Jego żywicielami mogą być: groch (Pisum sativum), lucerna (Medicago sativa), fasola zwykła (Phaseolus vulgaris), bób (Vicia faba), koniczyna łąkowa (Trifolium pratense), koniczyna biała (Trifolium repens) i soczewica jadalna (Lens culinaris).